# Quercus stenophylloides
Espèce
Synonymes
- Cyclobalanopsis stenophylla var. stenophylloides (Hayata) J.C. Liao[1]
- Quercus salicina var. asiatica C.F.Shen[1]

Quercus stenophylloides est une espèce de petits chênes qui peut atteindre 17 mètres de hauteur, originaire de Taïwan.